# Радзишевский, Бронислав Леонард
Бронислав Леонард Радзише́вский (пол. Bronisław Leonard Radziszewski; 6 ноября 1838, Варшава — 11 марта 1914, Львов) — польский химик.

## Биография
В 1855 году окончил гимназию в Варшаве. С 1855 по 1861 годы изучал естественные науки в Московском университете.
С октября 1862 года по июнь 1863 года преподавал естествознание в гимназии в Варшаве.
Принял активное участие в январском восстании. Во время восстания он был помощником секретаря временного правительства Юзефа Каетана Яновского, а также полномочным комиссаром повстанческого правительства и уполномоченным в воеводстве Августов, под псевдонимом Игнаций Чыньский (пол. Ignacy Czyński).
После подавления восстания Радзишевский эмигрировал в Бельгию, где с 1864 по 1867 году изучал химию в университете города Гент. В 1867 году он стал доктором. Затем в течение трёх лет был ассистентом в университете города Лёвен (Бельгия).
В 1870 году он переехал в Краков, где он преподавал как профессор химии в Техническом институте и одновременно преподавал в средней школе.
В июне 1872 года Бронислав Радзишевский получил должность профессора общей химии и фармацевтики в Львовском университете. Он стал первым профессором во Львове, который изучал химию на польском языке. Он стал заведующим кафедры и директором института химии.
В 1874 году он стал ординарным профессором. В 1879 — 80 годах он был также деканом философского факультета. В 1882 — 83 годах Бронислав Радзишевский был ректором Львовского университета.
Радзишевский был автором более 200 научных работ в области органической химии, он специализировался на изучении ароматических соединений. Его именем названа химическая реакция: «Реакция Радзишевского».
Радзишевский занимался изучением явления люминесценции. Ему удалось доказать, что некоторые растворы сложных органических соединений начинают светиться при обогащении их кислородом. Как только прекращалась подача кислорода, свечение прекращалось. Ему удалось вычислить, что смесь, состоящая из 0,003 г органического соединения и 0,0006 г кислорода, светится в течение 500 часов. Радзишевский высказал предположение, что точно такой же механизм имеет и свечение некоторый медуз, рыб и трухи. А именно: это свечение — результат медленного окисления некоторых органических соединений кислородом воздуха.
Радзишевский был активен в общественной жизни. С 1874 по 1903 годы он был членом городского совета города Львов. Как ректор университета он был членом Галицкого сейма.
В 1874 году Бронислав Радзишевский совместно с Феликсом Кройтцем (пол. Feliks Kreutz) основали Польское научное общество естествоиспытателей им. Коперника. Радзишевский был членом правления этого общества, а в 1877 — 78 и в 1890 — 91 годах — президентом общества.
С 1876 года Радзишевский начал издавать журнал «Космос» (Kosmos). До 1913 года он опубликовал 135 статей в этом журнале.
С 1874 года Радзишевский — член-корреспондент Академии наук, а с 1881 года — действительный член Академии наук. Он был также членом Пражской академии наук, членом общества аптекарей Галиции, членом общества химиков Чехии.
Бронислав Радзишевский похоронен во Львове на Лычаковском кладбище.